# Тараџи П. Хенсон
Тараџи Пенда Хенсон (Вашингтон, 11. септембар 1970) америчка је глумица, певачица и ауторка. Глуму је студирала на Универзитету Хауард, а своју холивудску каријеру започела је у гостујућим улогама у неколико телевизијских емисија пре него што је направила свој пробој у Baby Boy (2001). Добила је похвале за своје наступе као сексуални радник у Хип хоп макро (2005), за коју је добила Награду Удружења филмских глумаца за најбољу филмску поставу номинације за улогу у филму; и као самохрана мајка инвалидног детета у филму Дејвида Фичера Необични случај Бенџамина Батона (2008) , за који је добила номинације за награду Оскара,  САГ и Награду Удружења телевизијских филмских критичара за најбољу глумицу у споредној улози. Године 2010. појавила се у акцијској комедији Ноћ за памћење, и глумила у римејку филма Карате Кид.
У 2016, Тајм (часопис) је назвао Хенсонову једном од сто најутицајнијих људи на свету. Те године је објавила најпродаванију аутобиографију Њујорк Тајмса под насловом Around the Way Girl. Те године, била је похваљена за главну улогу Кетрин Џонсон у хваљеном драмском филму Скривене бројке, за коју је освојила награду Удружења филмских глумаца за најбољу филмску поставу.

## Детињство, младост и образовање
Хенсон је рођена 11. септембра 1970. у југоисточном Вашингтону, ћерка Бернисе (средње име Гордон), корпоративног менаџера у Вудвард & Лотропу (енгл. Woodward & Lothrop), и Борис Лавренс Хенсон (енгл. Boris Lawrence Henson), домар и творац метала. Има двоје млађих браће и сестара, Шон и Април. Често је говорила о утицају њене баке по мајци, Патси Балард (енгл. Patsy Ballard), која ју је пратила на додели награде Академије године када је била номинована. Њена прва и средња имена су свахилског порекла: Тараџи ("нада") и Пенда ("љубав"). Према анализи митохондријских гена, њена матрилинеална линија се може пратити до људи из Масе племена Камеруна. Рекла је да је истраживач Северног пола Метју Хенсон (енгл. Matthew Henson) био "брат мог пра-прадеда".
Хенсон је дипломирала на Оксон Хил средњој школи (енгл. Oxon Hill High School) у Оксон Хил-у, Мериленд, 1988. Похађала је Пољопривредни и Технички државни универзитет (енгл. North Carolina A&T State University) у Северној Каролини, где је намеравала да студира електротехнику, пре него што је прешла у Ховард Универзитет (енгл. Howard University) да студира драму. Да би платила за колеџ, ујутро је радила као секретарица у Пентагону, а увече као конобарица која пева и плеше на броду за крстарење,у Духу Вашингтона.

## Филмска каријера

### Рана каријера (2001–2014)
Хенсон је примила своју чланску карту САГ-а (енгл. Screen Actors Guild)  почетком деведесетих година прошлог века за обављање три улоге као позадински извођач. Њена прва истакнута улога била је у комедији-драми 2001. године Бејби Бој (енгл. Baby Boy) 2001. године, где је представила Ивет, заједно са певачем Тајрис Гипсон.
Године 2005. Хенсон је била у независном филму Хастл & Флов (енгл. Hustle & Flow) као Шуг, у љубавном односу са Теренсом Хајардом, који је приказивао мушког главног Ди-Џеја. Као што је детаљно описано у наставку, дебитовала је у филму где је номинована за две награде Оскара и освојила једну. Године 2008. појавила се са Бред Питом у Необичном случају Бенџамина Батона (енгл. The Curious Case of Benjamin Button) где је играла Кени, Беџаминову мајку, за коју је добила номинацију за Оскара за најбољу споредну глумицу. У интервјуу са Лаурен Виером из Чикаго Трибјуна, она је приметила да је "Кени инкарнација безусловне љубави."
Хенсон је глумила у два филма Тајлер Пери, Фемили Дет Прејс (енгл. The Family ,That Preys) 2008. године, а 2009. Ај Кен Ду Бед Ал Бај Мајселф (енгл. I Can Do Bad All By Myself). 2010. године се појавила у римејку Карате Кид (енгл. The Karate Kid) са Џед Смитом. Иако није добила већину позитивних рецензија, филм је био комерцијални успех.
У 2011 Хенсон је глумила као Тифани Рубин у Лајф тајм филмској мрежи (енгл. Lifetime Movies) филма Одузет од мене: Тифани Рубин Стори (енгл. Taken from Me: The Tiffany Rubin Story). Била је заснована на истинитим догађајима у животу жене из Њу Јорка чији је син Коб био отет од стране његовог биолошког оца у Јужној Кореји. Њен портрет Рубина добио је позитивне критике и зарадио неколико номинација за награду Еми за најбољу главну глумицу у мини-серији или ТВ филму.
Године 2012, Хенсон је била у великом ансамблу глумачког филма Тинк Лајк Мен (енгл. Think Like A Man), базиран на књизи Стива Харвеја из 2009. године. Акт Лајк Лејди, Тинк Лајк Мен (енгл. Act Like a Lady, Think Like a Man). Репризирала је улогу у наставку филма,  Тинк Лајк Мен Ту (енгл. Think Like a Man Too), објављеном у јуну 2014.

### Скривене бројкеи после (2015–данас)
У 2016. години, Хенсон је глумила у филму Скривене бројке, са великим успехом номинованим за бројне награде, укључујући три Оскара (најбоља слика, најбољи адаптирани сценарио и најбоља споредна глумица за Октејвију Спенсер ) и два Златна глобуса (најбоља споредна глумица за Спенкер и најбољу оригиналну музику). Освојила је награду Награда Удружења филмских глумаца за најбољу филмску поставу.
У јануару 2018. године глумила је у трилер-драми-филму "Скрин Гимс" (енгл. Screen Gems), као жена убица чији се цео живот окреће када упозна младог дечака који јој буди мајчински инстинкт који никада није познавала. У марту је глумила у филму Акримони (енгл. Acrimony) као верна жена која, након развода од мужа, покуша да се убије након њених мисли да је издана.
У фебруару 2019, Хенсон је глумила у филму Ват Мен Вонт (енгл. What Men Want) (на основу романтичне комедије Мел Гибсона из 2000. Ват Вумен Вант (енгл. What Women Want ) као женског агента, на коју су били угледани мушки део колега, након тога добија моћ да чује мушке мисли. У априлу 2019. године глуми у историјској драми Д Бест оф Енимис (енгл. The Best of Enemies), која приказује активисту за људска права.
Хенсон је такође глумила у филму без наслова о Емету Тилу, 14-годишњем црном чикашком тинејџеру који је био отет, мучен, убијен и бачен у реку од стране два белца док су били у Мисисипију 1955. године. Глумила је Еметову мајку, која је сахранила сина са отвореним сандуком, са главном реченицом "Тако да сви могу да виде шта су урадили мом дечаку".

## Телевизијска каријера
Хенсон је гостовала на неколико телевизијских емисија, укључујући Смарт Гај (енгл. Smart Guy), Доктор Хаус из 2005. године, и ЦБС-ов Место злочина: Лас Вегас 2006. И она је глумила у епизоди Систер, систер (енгл.Sister, Sister) .
Хенсон је такође била члан бенда на неколико телевизијских емисија, укључујући Лaјф тајмс Дивисион (енгл. Lifetime's The Division) и АБЦ Бостон Легал (енгл. ABC's Boston Legal) за једну сезону. Њени ликови који се понављају укључују Ангеле Скот (енгл. Angela Scott) на АБЦ-овом Ели Стону (енгл. ABC's Eli Stone). Године 2011, била је уврштена у серију ЦБС-а за криминалну криминалну личност.  У епизоди "Д Кросинг" (енгл. "The Crossing") која је трајала две и по године, 20. новембра 2013, Хенсонов лик, Џош Картер (енгл. Joss Carter) је убијен у новом делу ове серије. 
У фебруару 2014, неколико месеци након њене последње епизоде Прсн оф Интерест (енгл. Person of Interest), Хенсон је ангажована од стране Фокса да глуми у Енпајр (енгл. Empire) , музичкој драми постављеној у хип хоп индустрији, где игра Куки Лајон (енгл. Cookie Lyon) насупрот бившем мужу Теренс Хајард. Фокс је наредио пилотирање у мају 2014, а серија се дебитовала 7. јануара 2015. године са позитивним критикама и широким комерцијалним успехом. У јулу 2015. номинована је за награду Еми за најбољу главну глумицу у драмској серији , и послала је пилот емисију за Еми гласање. У јануару 2016. године освојила је Златни глобус за најбољу главну глумицу у ТВ серији Емпајр, постајући само трећа афро-америчка глумица која је награду примила након Гејл Фишер (1972) и Регине Тејлор (1992).  На 46. НААЦП Имиџ Авардс (енгл. 46th NAACP Image Awards) проглашена је за забављача године 2015. за своје улоге у Империји и Без доброг дела (енгл. No Good Deed).
Године 2015. Хенсон се удружила са Ховардом како би произвео и угостио специјалне празнике за Фокс, Тараџи и Теренс Вајт Хот Холидејс (енгл. Terrence's White Hot Holidays). Специјал је поново произведен 2016. и 2017. године.

## Лични живот
Године 1994. Хенсон је родила сина Марсела (енгл. Marcell). Његов отац, Хенсонина средњошколска љубав, Вилијам Ламар Џонсон (енгл. William Lamar Johnson), убијен је 2003. године.
Хенсон је 2014. рекла да је њен син био расно профилисан од стране полиције и да је његов аутомобил незаконито претресен током заустављања саобраћаја у Глендејлу, у Калифорнији. Видео снимак који је добио у Лос Анђелес Тајмсу показао је да је Марсел прелазио преко осветљеног пешачког прелаза док је пешак прелазио,и дао усмени пристанак да претражи његово возило и признао пушење марихуане два сата пре вожње. Хашишко уље и марихуана пронађени су у ауту. Четрдесет минута након што је видео објављен, Хенсон је објавила на Инстаграму: "Желела бих се јавно испричати полицајцу и полицијској управи Глендејлу. "Посао мајке није лак, нити посао полицајаца."
Подржавалац Људи за етичко поступање са животињама (енгл. People for the Ethical Treatment of Animals ), Хенсон је у јануару 2011. појавила гола  у огласу за кампању „Радије бих била гола, него обучена у крзно.“ Поново се придружила ПЕТИ за кампању у 2013, "Буди анђео за животиње", где је Хенсон позирала са својим породичним псом анкл Вилијем (енгл. Uncle Willie). "Везани пси пате из дана у дан", наводи се у огласу. "Они су гладни, жедни, рањиви и усамљени. Држите их унутра, где је сигурно и топло."
У фебруару 2015. Хенсон је позвала у огласу за кампању НОХ8 (енгл. NOH8 Campaign), која подржава ЛГБТ заједницу.
Најавила је Лајв Киндли (енгл. LiveKindly) да је крајем 2017. прешла на веганску исхрану како би спречила рак желуца.
Хенсон се верила за бившег играча НФЛ-а Келвином Хајденом (енгл. Kelvin Hayden) 13. маја 2018.
Хенсон је хришћанка и сматра да је деловање духовно искуство.

## Остала занимања
Хенсон је дебитовала у филму Хасл & Флов (енгл.Hustle & Flow) , где је обезбедила вокале за песму Три 6 Мафиа (енгл.Three 6 Mafia) "Итс Хард Оут Хере фор Пимп" (енгл."It's Hard out Here for a Pimp") . Песма је освојила Оскара за најбољу оригиналну песму 2006. године, дајући Три 6 Мафиа предност да постане први афро-амерички хип хоп чин у тој категорији. Хенсон и група извели су песму на свечаној додели Оскара 5. марта 2006. године. Такође је певала "Ин ајс оф мај дотер" (енгл. "In My Daughter's Eyes") на добротворном албуму "Анспектед Дреамс - Сонгс Фром д Старс" (енгл. "Unexpected Dreams – Songs From the Stars") .
Хенсон је неколико пута наступала у музичким спотовима и на телевизији. Године 2005. глумила је у музичком споту репера Комон (енгл. Common) "Тестифи" (енлг. Testify) као супрузга убице који ће ускоро бити осуђен и појавила се у музичком споту Тајрис Гибсона.
16. марта 2015. године, била је гост на Лајв! вит Кели и Рајан (енгл. Live! with Kelly and Ryan), залажући се за Кели Рипа (енгл. Kelly Ripa).
Хенсон је сарађивала са МЕК Козметикс-ом августа 2016. године и направила колекцију шминке Тараџи П. Хенсон. Колекција МЕКТараџи дебитовала је следећег месеца. У новембру 2016. године, поново је сарађивала са МЕК-ом као говорник њихове кампање Вива Глам (енгл. Viva Glam), заједно са Џеси Смолет (енгл. Jussie Smollett)  у корист Фонда за ХИВ / АИДС. Њихова колекција дебитовала је у фебруару 2017. године.
Хенсон је имала малу сценску каријеру, појављујући се у Аугуст Билс (енгл. August Wilson) Џое Турнер Коме анд Гоне (енгл. Joe Turner's Come and Gone) и Пасадена Плејхаусу (енгл. Pasadena Playhouse). Године 2019. глумила је у епизоди серије Хоуз (енгл .Houzz) у којој је изненадила своју маћеху великим реновирањем куће.

## Филмографија
| Година | Изворни назив                                        | Српски назив                                          | Улоге                    | Белешке     |
| ------ | ---------------------------------------------------- | ----------------------------------------------------- | ------------------------ | ----------- |
| 1998   | Streetwise                                           | 24/7                                                  | Тами                     |             |
| 2000   | The Adventures of Rocky and Bullwinkle               | Авантуре камењара и бикова                            | Студент на левом крилу   |             |
| 2000   | Satan's School for Girls                             | Ђавоља школа за девојке                               | Пејџ                     |             |
| 2001   | Baby Boy                                             | Беба дечак                                            | Ивет                     |             |
| 2002   | Book of Love: The Definitive Reason Why Men Are Dogs | Књига љубави:Дефинитивни разлог зашто су мушкарци пси | Гето девојка             |             |
| 2004   | Hair Show                                            | Програм косе                                          | Тифани                   |             |
| 2005   | Hustle & Flow                                        | Гужва и фрка                                          | Шуг                      |             |
| 2005   | Four Brothers                                        | Четири брата                                          | Камила Мерсер            |             |
| 2005   | Animal                                               | Животиња                                              | Рамона                   |             |
| 2006   | Something New                                        | Нешто ново                                            | Недра                    |             |
| 2007   | Smokin' Aces                                         | Кец из рукава                                         | Шарис Ватерс             |             |
| 2007   | Talk to Me                                           | Причај са мном                                        | Варнел Водсон            |             |
| 2008   | The Family That Preys                                | Породица која игра                                    | Пам Еванс                |             |
| 2008   | The Curious Case of Benjamin Button                  | Необичан случај Бенџамина Батна                       | Кени                     |             |
| 2009   | Not Easily Broken                                    | Није лако сломљен                                     | Кларс Кларк- Џонсон      |             |
| 2009   | Hurricane Season                                     | Сезона урагана                                        | Дајна Колинс             |             |
| 2009   | I Can Do Bad All by Myself                           | Могу сам да урадим лоше                               | Април Џонс               |             |
| 2010   | Date Night                                           | Састанак у ноћ                                        | Детективка Аројо         |             |
| 2010   | The Karate Kid                                       | Карате дечак                                          | Шери Паркер              |             |
| 2010   | Peep World                                           | Провирити у свет                                      | Мери                     |             |
| 2010   | Once Fallen                                          | Један пад                                             | Прл                      |             |
| 2011   | The Good Doctor                                      | Добар доктор                                          | Медицинска сестра Тереса |             |
| 2011   | Larry Crowne                                         | Лари Кровн                                            | Бела                     |             |
| 2011   | Kevin Hart: Laugh at My Pain                         | Кевин Харт: Смех у мом болу                           | Тараџи                   | Нарочито    |
| 2011   | From the Rough                                       | Од Грубог                                             | Катана Старкс            |             |
| 2012   | Think Like a Man                                     | Мисли као мушкарац                                    | Лаурен Харис             |             |
| 2013   | Madly Madagascar                                     | Зао Мадагаскар                                        | Окапи (глас)             | Кратак филм |
| 2014   | Think Like a Man Too[26]                             | Мисли као мушкарац (други део)                        | Лаурен Хариц             |             |
| 2014   | No Good Deed                                         | Нема доброг дела                                      | Teри Гренџер             |             |
| 2014   | Top Five                                             | Топ пет                                               | Она                      | Нарочито    |
| 2016   | Term Life                                            | Терминиран живот                                      | Саманта Турман           |             |
| 2016   | Hidden Figures                                       | Скривене бројке                                       | Кетрин Џонсон            |             |
| 2018   | Proud Mary                                           | Поносна Мери                                          | Мери Гудвин              |             |
| 2018   | Acrimony                                             | Заједљивост                                           | Мелинда Гајл             |             |
| 2018   | Ralph Breaks the Internet                            | Ралф растура интернет                                 | Даа (глас)               |             |
| 2019   | What Men Want                                        | Шта мушкарци желе                                     | Али Давидс               |             |
| 2019   | The Best of Enemies                                  | Најбоље од непријатеља                                | Aн Атвер                 |             |
| 2022.  | Minions: The Rise of Gru                             | Малци: Груов почетак                                  | Бел Ботом (глас)         |             |
| TBA    | Coffee & Kareem                                      | Кафа и вођа                                           |                          | Снима се    |